# Игнато-Фабияновка
Игнато-Фабияновка (бел. Ігната-Фабіянаўка) — деревня в Юровичском сельсовете Калинковичского района Гомельской области Беларуси.

## География

### Расположение
В 20 км на юго-восток от Калинкович, 19 км от железнодорожной станции Голевицы (на линии Гомель — Лунинец), 142 км от Гомеля.

### Гидрография
На юге мелиоративные каналы.

## Транспортная сеть
Рядом автодорога Хойники — Калинковичи. Планировка состоит из 2 частей: северной (короткая широтной ориентации улица, бывшая деревня Игнатовка) и южной (короткая меридиональноя улица, к югу которой присоединяется вторая короткая улица, бывшая деревня Фабияновка). Застройка неплотная, деревянная усадебного типа.

## История
По письменным источникам известна с XIX века как деревня в Автютевичской волости Речицкого уезда Минской губернии. Согласно переписи 1897 года деревни Игнатовка и Фабияновка. В 1908 году деревни Игнатовка и Фабияновка объединились в одну.
В 1930 году организован колхоз «XII съезд Советов», работали кузница и начальная школа (в 1935 году 66 учеников). Во время Великой Отечественной войны 12 января 1944 года освобождена от немецких оккупантов. В мае — июне 1944 года в деревне размещались жители из деревни Баянов (Петриковский район), которая находилась в прифронтовой полосе. 52 жителя погибли на фронте. Согласно переписи 1959 года в составе подсобного хозяйства имени Ф. Э. Дзержинского межрайонного автотранспортного предприятия (центр — деревня Прудок). До 31 октября 2006 года в составе Прудокского сельсовета.

## Население

### Численность
- 2004 год — 39 хозяйств, 68 жителей.

### Динамика
- 1897 год — в деревнях Игнатовка — 9 дворов, 121 житель, Фабияновка — 10 дворов, 127 жителей (согласно переписи).
- 1908 год — 28 дворов.
- 1959 год — 294 жителя (согласно переписи).
- 2004 год — 39 хозяйств, 68 жителей.